# Монумент солдатам и морякам в Индианаполисе
Монумент солдатам и морякам (англ. Soldiers and Sailors Monument) — мемориал в центре города Индианаполис, штата Индиана, США. Посвящён памяти ветеранов, участвовавших в Англо-американской, Американо-мексиканской, Испано-американской и Гражданской войнах.

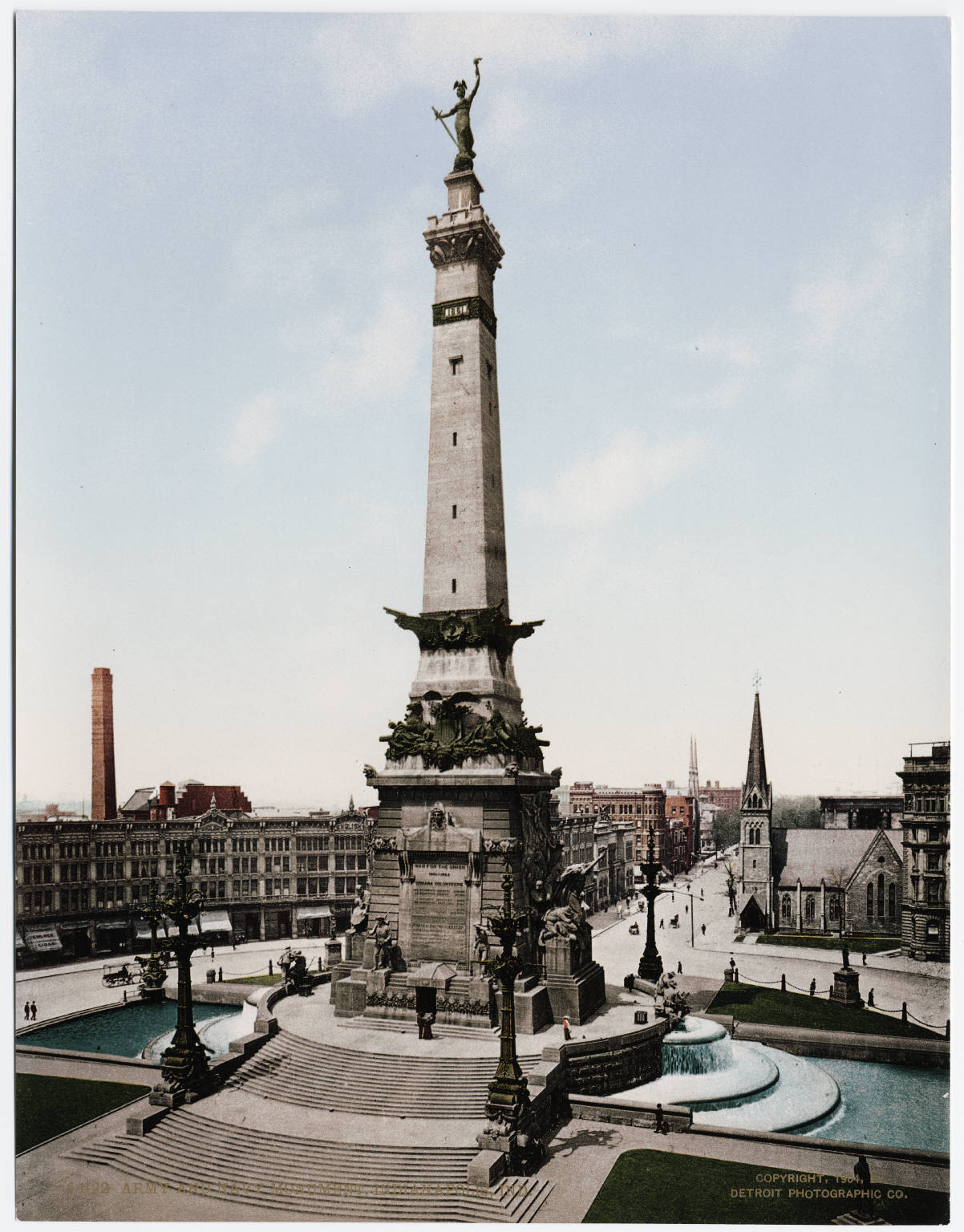
Монумент в 1898 году

Монумент был построен в период с 1889 по 1902 годы. Высота сооружения — 284,5 фута (86,72 м), что лишь на шесть метров ниже статуи Свободы в Нью-Йорке. Памятник выполнен в форме неоклассической стелы из оолитного известняка, украшенной бронзовыми и известняковыми барельефами. Стелу венчает фигура статуи Победы.
На вершине монумента находится смотровая площадка, на которую можно подняться на лифте или по лестнице.  Под монументом расположен Музей гражданской войны имени Илайя Лилли, посвящённый истории Индианы времён Гражданской войны в США.
Монумент входит в Национальный реестр исторических мест США.

## Интересные факты
- По ежегодной традиции с 1962 года к Рождеству монумент украшают в стиле огромной рождественской ёлки.
- Монумент является местом встреч жителей города и местом проведения различных мероприятий и фестивалей.
- Во время проведения этапа гонок Формулы-1 в Индианаполисе здесь проводился Chrysler Concourse Grand Prix — торжества и празднования, посвященные гонкам.
- В непосредственной близости от монумента стоит небоскрёб Chase Tower — самое высокое здание Индианаполиса[англ.] и Индианы[англ.] с 1990 года по настоящее время.